# بری وایت (خواننده)
بری یوجین کارتر (انگلیسی: Barry Eugene Carter؛ ۱۲ سپتامبر ۱۹۴۴–۴ ژوئیه ۲۰۰۳)، که بیشتر به نام بری وایت (انگلیسی: Barry White) شناخته می‌شود، یک خواننده، ترانه‌سرا، آهنگساز و تهیه‌کننده موسیقی اهل ایالات متحده آمریکا بود.
او برنده سه جایزه گرمی به خاطر صدای باس و باریتون متمایز و تصویر عاشقانه شد. بزرگ‌ترین موفقیت وایت در دهه ۱۹۷۰ به عنوان یک خواننده انفرادی را ترانه The Love Unlimited Orchestra برای او به ارمغان آورد.
وایت در طی دوران حرفه‌ای خود به ۱۰۶ آلبوم طلایی در سراسر جهان دست یافت و ۴۱ آلبوم نیز به عنوان پلاتین دست یافتند. وایت دارای ۲۰ تک آهنگ طلا و ۱۰ پلاتین با فروش بیش از ۱۰۰ میلیون در سراسر جهان است و یکی از بهترین هنرمندان موسیقی در تمام دوران‌ها است. او بر کار افرادی چون جیمز کلیولند، ری چارلز، آرتا فرانکلین، الویس پریسلی، سوپریمز، The Four Tops و ماروین گی تأثیر داشت.